# Lijst van Nederlandstalige parodieën op niet-Engelstalige nummers
Onderstaande lijst geeft een overzicht van Nederlandstalige parodieën op niet-Nederlandstalige noch Engelstalige hits. De parodieën zijn gesorteerd op titel van het originele nummer.
| Originele titel                               | Originele artiest                           | Originele taal      | Originele uitgave | Titel parodie / cover                  | Artiest parodie / cover                                            | Jaartal parodie / cover |
| --------------------------------------------- | ------------------------------------------- | ------------------- | ----------------- | -------------------------------------- | ------------------------------------------------------------------ | ----------------------- |
| Aïcha                                         | Khaled                                      | Frans               | 1996              | Mevrouw de voorzitter                  | Van der Laan & Woe (De Kwis)                                       | 2015                    |
| Ai Se Eu Te Pego                              | Michel Teló                                 | Portugees           | 2011              | Fiets gestolen                         | Milan Knol                                                         | 2012                    |
| Agadou dou dou                                | Michel Delancray en Mya Symille             | Frans               | 1971              | Akketdoe                               | Arie Ribbens                                                       | 1983                    |
| Agapimu                                       | Mia Martini                                 | Grieks              | 1979              | Ik weet niet hoe                       | Benny Neyman                                                       | 1980                    |
| Alors on danse                                | Stromae                                     | Frans               | 2010              | Ik kan geen Frans                      | Emblamer (YouTube)                                                 | 2010                    |
| Amsterdam                                     | Jacques Brel                                | Frans               | 1964              | In de stad Amsterdam                   | Van der Laan & Woe (De Kwis)                                       | 2016                    |
| Boten Anna                                    | Basshunter                                  | Zweeds              | 2006              | Boten Anna                             | Gebroeders Ko                                                      | 2006                    |
| Boten Anna                                    | Basshunter                                  | Zweeds              | 2006              | Sinterklaas boot                       | Gebroeders Ko                                                      | 2006                    |
| Boten Anna                                    | Basshunter                                  | Zweeds              | 2006              | Grotten Anna                           | Dj Falesco & Willem                                                |                         |
| Ça plane pour moi                             | Plastic Bertrand                            | Frans               | 1977              | Frambozenvla                           | AC/Dixi                                                            | 2010                    |
| Chanson du Toréador uit Carmen                | Georges Bizet                               | Frans               | 1875              | Eet veel bananen                       | Zanger Rinus & Ronnie Ruysdael ft. Debora                          | 2012                    |
| Da da da                                      | Trio                                        | Duits               | 1982              | Bla bla bla                            | Bob Barbeque & Willy Would-Be plus Agaath                          | 1982                    |
| Diggi-loo diggi-ley                           | Herreys                                     | Zweeds              | 1984              | Dikke Lou                              | De Strangers                                                       |                         |
| Diva                                          | Dana International                          | Hebreeuws           | 1998              | Samba la bamba                         | Ome Henk                                                           |                         |
| Diva                                          | Dana International                          | Hebreeuws           | 1998              | Viva la dipa                           | Smurfen                                                            |                         |
| Dragostea din tei                             | O-Zone                                      | Roemeens            | 2004              | Lekker lekker (ga maar met me mee)     | Ome Henk                                                           |                         |
| Dragostea din tei                             | O-Zone                                      | Roemeens            | 2004              | Duitsers hier, Duitsers daar           | Edwin Evers                                                        |                         |
| Dragostea din tei                             | O-Zone                                      | Roemeens            | 2004              | Allo!                                  | De Feestridders                                                    |                         |
| Dragostea din tei                             | O-Zone                                      | Roemeens            | 2004              | Muggen hier, muggen daar               | Gebroeders Ko                                                      |                         |
| Ein bißchen Frieden                           | Nicole                                      | Duits               | 1982              | Een beetje geld voor een beetje liefde | Angelique                                                          | 1982                    |
| Funiculì Funiculà                             | Luigi Denza en Peppino Turco                | Italiaans           | 1880              | Duiken in de zee                       | Gebroeders Ko                                                      | 2008                    |
| Funiculì Funiculà                             | Luigi Denza en Peppino Turco                | Italiaans           | 1880              | Handjes handjes bloemetjesgordijn      | Lamme Frans                                                        | 2020                    |
| Gangnam style                                 | PSY                                         | Koreaans            | 2012              | Athene Style                           | VorkVideos (YouTube)                                               |                         |
| Gangnam style                                 | PSY                                         | Koreaans            | 2012              | Op een hobbelpaard                     | Huub Hangop                                                        | 2013                    |
| Gigi l'amoroso                                | Dalida                                      | Frans en Italiaans  | 1974              | Schele Vanderlinden                    | De Strangers                                                       |                         |
| Gigi l'amoroso                                | Dalida                                      | Frans en Italiaans  | 1974              | Friet met mayonaise                    | Mike Vincent                                                       | 1974                    |
| Hallelujah                                    | Milk & Honey                                | Hebreeuws en Engels | 1979              | Alle loeie                             | De Strangers                                                       |                         |
| J'aime la vie                                 | Sandra Kim                                  | Frans               | 1986              | 'k Zen zo gère polies                  | De Strangers                                                       |                         |
| J'aime la vie                                 | Sandra Kim                                  | Frans               | 1986              | J'aime Durbuy                          | Rob Vanoudenhoven                                                  |                         |
| J'ai pleuré                                   | Claudia Sylva                               | Frans               | 1965              | 'K Hem Geblet                          | De Strangers                                                       |                         |
| Jeanny                                        | Falco                                       | Duits               | 1986              | Jannie                                 | Enge Buren                                                         |                         |
| Je t'aime... moi non plus                     | Serge Gainsbourg en Jane Birkin             | Frans               | 1969              | Sju Tem                                | Ome Henk en Kim Holland                                            |                         |
| The Ketchup song (Asereje)                    | Las Ketchup                                 | Spaans              | 2002              | Hup hop song                           | Corry Konings & Johan Heuser                                       |                         |
| Das kleine Krokodil                           | Schnappi                                    | Duits               | 2004              | De kleine krokodil                     | Snappie (Kim Otten)                                                |                         |
| Das kleine Krokodil                           | Schnappi                                    | Duits               | 2004              | Ik ben Happie                          | Happie                                                             |                         |
| Das kleine Krokodil                           | Schnappi                                    | Duits               | 2004              | De geile krokodil                      | Snap-'ie?                                                          |                         |
| Das kleine Krokodil                           | Schnappi                                    | Duits               | 2004              | Harry, de Drentse krokodil             |                                                                    |                         |
| Kreuzberger Nächte                            | Gebrüder Blattschuss                        | Duits               | 1978              | Brabantse nachten zijn lang            | Arie Ribbens                                                       | 1980                    |
| La bamba                                      | Ritchie Valens                              | Spaans              | 1958              | La la pasta                            | Harry Piekema (Albert Heijn reclame)                               | 2011                    |
| La bohème                                     | Charles Aznavour                            | Frans               | 1965              | Achter de schermen                     | Van der Laan & Woe (Even tot hier)                                 | 2022                    |
| La felicidad                                  | Palito Ortega                               | Spaans              | 1966              | Pa wil niet in bad                     | John Kraaijkamp sr. en Rijk de Gooyer                              | 1968                    |
| La det swinge                                 | Bobbysocks                                  | Noors               | 1985              | Loat het swingen                       | De Strangers                                                       |                         |
| La vie en rose                                | Édith Piaf                                  | Frans               | 1946              | Een bossie rooie rozen                 | Alex                                                               | 2000                    |
| La vie en rose                                | Édith Piaf                                  | Frans               | 1946              | Een bussie vol met Polen               | Johan Vlemmix                                                      | 2008                    |
| Lambada                                       | Kaoma                                       | Portugees           | 1989              | Bij Rio linksaf                        | Arie Ribbens                                                       |                         |
| Lambada                                       | Kaoma                                       | Portugees           | 1989              | 'n Braziliaans feestje                 | De Strangers                                                       |                         |
| Largo al factotum uit Il barbiere di Seviglia | Gioacchino Rossini                          | Italiaans           | 1816              | Figaro-parodie                         | Willy Derby                                                        |                         |
| Largo al factotum uit Il barbiere di Seviglia | Gioacchino Rossini                          | Italiaans           | 1816              | Figaro-parodie                         | Dorus                                                              | 1962                    |
| Lass die Sonne in dein Herz                   | Wind                                        | Duits               | 1987              | Wad he die nen dikke nek               | De Strangers                                                       |                         |
| Les Champs Élysées                            | Joe Dassin                                  | Frans               | 1969              | Oh Waterlooplein                       | John Kraaijkamp sr. en Rijk de Gooyer                              | 1969                    |
| Les F...                                      | Jacques Brel                                | Frans               | 1959              | A Monsieur Jacques Brel                | De Strangers                                                       |                         |
| Les trois cloches                             | Édith Piaf (Jean Villard/arr. Marc Herrant) | Frans               | 1939/1945         | Bim bam                                | André van Duin                                                     | 1982                    |
| Les trois cloches                             | Édith Piaf (Jean Villard/arr. Marc Herrant) | Frans               | 1939/1945         | De drij klokken                        | De Strangers                                                       |                         |
| Les trois cloches                             | Édith Piaf (Jean Villard/arr. Marc Herrant) | Frans               | 1939/1945         | De drie wekkers                        | Toby Rix                                                           | 1959                    |
| La Malagueña                                  | Los Paraguayos                              | Spaans              | 1955              | Malle vent ja                          | Toby Rix                                                           | 1956                    |
| La mamma                                      | Charles Aznavour                            | Frans               | 1963              | Den bompa                              | De Strangers                                                       |                         |
| Le métèque                                    | Georges Moustaki                            | Frans               | 1969              | De gastarbeider                        | De Strangers                                                       |                         |
| Loca People (la gente está muy loca)          | Sak Noel                                    | Spaans              | 2011              | F*cking vet!                           | Britt Dekker                                                       |                         |
| Mama ŠČ!                                      | Let 3                                       | Kroatisch           | 2023              | Wopke wil bij de boeren scoren         | Van der Laan & Woe (Even tot hier)                                 | 2023                    |
| Ne me quitte pas                              | Jacques Brel                                | Frans               | 1959              | Ne me kittel pas                       | Frank Dingenen                                                     |                         |
| Ne me quitte pas                              | Jacques Brel                                | Frans               | 1959              | In mijn pietenpak                      | Van der Laan & Woe (De Kwis)                                       | 2013                    |
| Non illuderti mai                             | Orietta Berti                               | Italiaans           | 1968              | Oh, oh, wat een familie                | John Kraaijkamp sr. en Rijk de Gooyer                              | 1968                    |
| Nun ade, du mein lieb' Heimatland             | August Disselhoff                           | Duits               | 1853              | Nederland die heeft de bal             | André van Duin                                                     | 1980                    |
| Papaveri e papere                             | Nilla Pizzi                                 | Italiaans           | 1952              | Overal lagen peuken                    | Lennard Landman                                                    | 1991                    |
| Papaveri e papere                             | Nilla Pizzi                                 | Italiaans           | 1952              | Verliefdheid                           | Jordy van Loon                                                     | 2008                    |
| Polonäse Blankenese                           | Werner Böhm                                 | Duits               | 1981              | Polonaise Hollandaise                  | Arie Ribbens                                                       | 1981                    |
| Polonäse Blankenese                           | Werner Böhm                                 | Duits               | 1981              | Juul Cesar                             | Lange Jojo                                                         | 1982                    |
| Que sí que no                                 | Jody Bernal                                 | Spaans              | 2000              | Gays niet, gays nooit                  | Van der Laan & Woe (Even tot hier), Jody Bernal                    | 2022                    |
| Ramaya                                        | Afric Simone                                | Swahili             | 1975              | Rammen maar                            | André van Duin                                                     | 1975                    |
| Rock me                                       | Riva                                        | Kroatisch           | 1989              | Vivan bomma                            | De Strangers                                                       |                         |
| Se bastasse una canzone                       | Eros Ramazzotti                             | Italiaans           | 1990              | Pizza calzone                          | Enge Buren                                                         |                         |
| Se bastasse una canzone                       | Eros Ramazzotti                             | Italiaans           | 1990              | Was je maar mij                        | Thomas van Luyn als Silvio Berlusconi (Koppensnellers)             |                         |
| Si Tu T' Appelles Mélancolie                  | Joe Dassin                                  | Frans               | 1974              | Antwarpe                               | De Strangers                                                       |                         |
| Siebentausend Rinder                          | Peter Hinnen                                | Duits               | 1963              | 35 Koeien                              | André van Duin                                                     | 1991                    |
| Stefania                                      | Kalush Orchestra                            | Oekraïens           | 2022              | Oekraïne ESF                           | Van der Laan & Woe (Even tot hier)                                 | 2022                    |
| Wie mein Ahnl zwanzig Jahr                    | Carl Zeller                                 | Duits               | 1891              | M'n pensjoeng                          | De Strangers                                                       |                         |
| Vamos a la playa                              | Righeira                                    | Spaans              | 1983              | Hamburgers met korting                 | Harry Piekema (Albert Heijn reclame)                               | 2011                    |
| Vamos a la playa                              | Righeira                                    | Spaans              | 1983              | Hamburgers met korting                 | DJ Maarten en DJ Maurice                                           | 2011                    |
| Verde e amarelo                               | Roberto Carlos                              | Portugees           | 1985              | Eén kopje koffie                       | VOF de Kunst                                                       | 1987                    |
| Vi sitter i Ventrilo och spelar DotA          | Basshunter                                  | Zweeds              | 2006              | Alle idioten zingen over boten         | DJ Maarten                                                         | 2007                    |
| Viva Colonia (Da simmer dabei, dat is prima!) | Höhner                                      | Duits               | 2004              | Viva Hollandia                         | Wolter Kroes                                                       | 2008                    |
| Vivo per lei                                  | Andrea Bocelli en Giorgia                   | Italiaans           | 1996              | Loflied op JP                          | Alex Klaasen en ... als Andrea Bocelli en Giorgia (Koppensnellers) |                         |
| Volare                                        | Domenico Modugno                            | Italiaans           | 1958              | Voorbarig                              | Van der Laan & Woe (Even tot hier)                                 | 2021                    |
| Wêr bisto                                     | Twarres                                     | Fries               | 2000              | Wêr bisto                              | Alex Klaasen en Martine Sandifort (Kopspijkers)                    |                         |